# 교육과학 박사
교육과학 박사(敎育科學 博士)는 대학원 관련 학위이다. 이 학위로써 대학에 딸린  교육학 교수직원 직위를 지내는 것이 대표적이다.

## 같이 보기
- 공학박사
- 경영학 박사